# 마르케스 데 바디요역
마르케스 데 바디요 역(스페인어: Marqués de Vadillo)은 마드리드 지하철 5호선의 역이다. 마드리드 카라반첼 구의 톨레도 다리 한쪽 끝, 마르케스 데 바디요 로터리 지하에 위치해 있다. 마드리드 지하철이 카라반첼 구로 진입하는 첫번째 역이기도 하다. 요금구역상으로는 A구역에 속한다.

## 역사
1968년 6월 5일 5호선의 카야오 - 카라반첼 구간 개통과 함께 영업에 들어갔다. 2003년부터 2004년까지 내장공사를 진행하여 천장과 벽면을 새로 바꿨다.
2007년 5월 22일에는 폭우로 빗물이 몰려드면서 역 대합실 지하로 흐르던 수도관이 파열되어 역 내부가 물이 넘치는 사고가 발생했다. 내부손상이 심각했던 탓에 역은 영업을 두 달간 일시중단하고 리모델링 공사를 진행했다. 공사 기간 동안 5호선 열차는 이곳을 무정차 통과했다.

## 환승 정보
역 주변에 시내버스 정류장이 여섯 곳 있다.
버스
- 시내버스
  - 23, 34, 35, 116, 118, 119번 노선 (주간)
  - N15, N26번 노선 (야간)

지하철
| 마드리드 지하철               | 마드리드 지하철       | 마드리드 지하철     |
| ----------------------------- | --------------------- | ------------------- |
| 피라미데스 알라메다 데 오수나 | 마드리드 지하철 5호선 | 우르헬 카사 데 캄포 |